# جريدة البلاد (البحرين)
جريدة البلاد هي صحيفة يومية، سياسية، جامعة ناطقة باللغة العربية تصدر في البحرين، ويتولى رئاسة مجلس إدارتها الأستاذ عبدالنبي بن عبدالله الشعلة (للإطلاع على مقالات رئيس مجلس الإدارة):
https://www.albiladpress.com/columnists/shoala
فيما يشغل الأستاذ مؤنس المردي منصب رئيس التحرير.
تطبع الجريدة 10 ألاف نسخة يوميا.

## التاريخ
تأسست جريدة البلاد في 15 أكتوبر عام 2008،في فترة شهدت فيها البلاد تطورا
ملحوظا في مجال الإعلام والصحافة، و تصدر عن دار البلاد للصحافة والنشر والتوزيع.
كما صدر موقعها الرسمي في نفس تاريخ صدور العدد الأول للجريدة .

## التسمية
تحمل تسمية البلاد من الرمزية والمعاني الكبيرة ما يعكس كون جريدة البلاد لسان حال مملكة البحرين البحرين .

## خط الجريدة
تعتبر صحيفة البلاد صحيفة مستقلة من خلال سعيها إلى تأكيد انتماء البحرين العربي والإسلامي وتعزيز الوحدة الوطنية مع احترام مبادئ الديمقراطية والتعددية السياسية والدينية والثقافية. كما وتعمل الجريدة كذلك على صيانة المنجزات والمكتسبات الوطنية ودعم جهود البناء والتطوير وترسيخ قيم الحرية والعدالة والمساواة وحقوق الإنسان والمشاركة في تحقيق إرادة الشعب.
وتمثل جريدة البلاد منبراً للكلمة الحرة وفضاء لوجهات النظر المختلفة، وساحة للنقد الهادف والبناء، وناقلاً أميناً لتطلعات المجتمع ومشاغله بفئاته ومكوناته المختلفة ومرآة عاكسة لمكانة البحرين الحضارية وموقعها الاقتصادي المتميز على الصعيد الإقليمي والعالمي.
**تميزت الصحيفة على مستوى مملكة البحرين والخليج بمبادراتها ومشروعاتها الرائدة، ويمكن الإطلاع عليها عبر هذا الرابط:
https://www.albiladpress.com/our-projects
(تمت الإضافة من جانب السيد سعيد محمد سعيد .. صحافي أول في إدارة التحرير).
*روابط أمثلة لجوائز صحيفة البلاد:
https://www.albiladpress.com/news/2024/5895/bahrain/890885.html
***
https://www.albiladpress.com/news/2024/5833/bahrain/880494.html
***
https://www.instagram.com/p/DKWfyfHs9U-/
***
https://www.albiladpress.com/news/2024/5908/bahrain/893233.html
***
https://www.albiladpress.com/news/2024/5708/spaces/863702.html
***
https://www.albiladpress.com/news/2024/5735/bahrain/866992.html
***
https://www.albiladpress.com/news/2024/5735/spaces/867103.html